# 方倉陽二
方倉 陽二（かたくら ようじ、1949年〈昭和24年〉3月14日 - 1997年〈平成9年〉4月8日）は、日本の漫画家。大分県豊後高田市出身。

## 来歴
高校卒業後、大学入試には合格したが家庭の事情で進学しなかった。1969年より『COM』誌の投稿漫画で早くも漫画ファンの注目を浴びる。その後、『COM』の投稿仲間から同好会への入会を勧められたことを機に上京。
1970年4月より藤子不二雄のアシスタントを務め、1976年の独立後に『アカンベー』（『小学一年生』）でデビュー。代表作に『のんきくん』、アニメ化された『まじかるハット』など。
藤子スタジオの在籍期間が長く、1973年からはチーフアシスタントも務めた。『ドラえもん百科』等『ドラえもん』関連の作品も多い。藤子不二雄からの信頼も厚かった。また、「方倉（カタクラ、もしくは片倉）」という名前は藤子不二雄作品の中で人物や看板などの名前にも使用されている。
学習漫画なども手がけているが、数学の監修者が用意してくれた資料が不要なほど数学の知識があった。
1997年、編集者との打ち合わせ中に倒れ、4月8日にクモ膜下出血で死去。48歳没。1996年9月に死去した藤子・F・不二雄の伝記漫画を描く予定があった。方倉が死去したため、伝記漫画はさいとうはるおが代役を務め上梓された。
2013年9月3日から2014年3月14日まで、故郷の豊後高田市で、初の原画展となる「方倉陽二マンガ原画展」が開催された。
2014年5月、豊後高田市立図書館で方倉陽二の伝記漫画「雲遙かなり -方倉陽二記-」が電子書籍で公開された。著者は後輩のたかや健二。同図書館には「方倉陽二コーナー」も設置されている。

## 作品目録
- ろぼっ子ビートン（原作は大隅正秋・飛行船企画。同名アニメーションの漫画化作品）（小学一年生・小学三年生 1976年11月号-1977年11月号）
- ドラえもん百科（コロコロコミック 1977年創刊号-1981年4月号、全2巻）
- アカンベー（小学一年生 1977年11月号・コロコロコミック 1978年4号-1983年3月号、全3巻）
- のんきくん（小学四年生 1977年7月号-1988年10月号（その他、小学二年生・小学三年生・コロコロコミック等にも連載）、全8巻。ぴっかぴかコミックス版は全3巻）
- かがやけるホームラン王 ベーブ・ルース（1977年、学研まんが 伝記シリーズ）
- 小六発明教室（小学六年生 1978年4月号-1987年3月号）
- まんがの書き方全百科（オールひゃっか）（監修は藤子不二雄。構成・執筆は片倉陽二。小学館コロタン文庫34。1979年7月20日初版）
- ガラクタぽん（別冊コロコロコミック 1981年創刊号-4号） - 方倉作品唯一のお色気漫画・未単行本化。
- クマクマずんずん（コロコロコミック 1983年4月号-1985年1月号、全1巻）
- おもしろ電気工作 エレクトロニクス工作入門（小学館、1986年）
- まじかるハット（別冊コロコロコミック 1989年-1990年（その他、小学一年生等にも連載）、全2巻） - 1989年にスタジオぴえろ製作でフジテレビ系にてアニメ化。第24話にて本人役で出演している。
- おもしろワープロ講座（小学五年生 1990年4月号-1991年3月号）
- ほくちゃん（小学二年生 1990年10月号-1991年1月号）
- まんがでわかる! MS・DOS（新星出版社、1992年）
- ドラえもんの学習シリーズ すらすら作文が書ける（小学館、1994年）
- となりの動物王国（小学二年生 1996年4月号-1997年6月号） - 遺作
- 21世紀こども百科大図解（挿絵。ワクワク星人のハウくんはアカンベーの主人公に似た外見をしている）

この他、小学館学年別雑誌の付録冊子に掲載された読み切りなどがあり、学習漫画なども手がけている。

## 方倉設定
方倉は『ドラえもん』ブームの初期に『コロコロコミック』で「ドラえもん百科」を連載していたが、ここで解説されたドラえもんの製造過程やドラえもんの色が変わる経緯など（いわゆる「方倉設定」）は、それまでの『ドラえもん』本来の流れよりもかなりギャグ色の濃いものであり、読者のドラえもんに対するイメージを大きく変えてしまう可能性があるほどだった。
この「方倉設定」は本来非公式な物であり、後に作者の藤子不二雄によって公式設定と認められたものもあるが、ネズミに耳をかじられ体の色が変わった経緯など、のちに別の公式設定が与えられたものもある。